# عبد الرحمن عبد السلام
عبد الرحمن إبراهيم عبد السلام محمد رجل دين وتربوي وسياسي بحريني.

## السيرة
ولد عبد الرحمن في مدينة الحد. حصل على بكالوريوس في الشريعة والقانون.
عمل مدرس بوزارة التربية والتعليم ثم موظف بوزارة الخارجية بدولة الإمارات العربية المتحدة ثم أمين سر لجان برلمانية بالمجلس الوطني ثم مراقبا للبحوث والعلاقات العامة بديوان الخدمة المدنية ثم ترقى إلى رئيس الشئون القانونية والإعلام ثم ترقى إلى أمين السر ثم ترقى إلى ضابط الاتصال بين ديوان الخدمة المدنية والأمانة العامة لدول مجلس التعاون ثم ترقى إلى مدير إدارة العمليات وخدمات الموظفين. تم تعيينه عضوا في مجلس الشورى من سبتمبر 1996 إلى 2014.
يتولى حاليا رئاسة جمعية الشورى الإسلامية ونائب رئيس الجمعية الأسلامية والعضو المنتدب وعضو مجلس الأمناء بالمؤسسة الخيرية الملكية. كما أنه خطيب جامع الجمعية الإسلامية.

## التكريم
- وسام الشيخ عيسى بن سلمان آل خليفة من الدرجة الثانية.